# Hanoi Street Circuit
Het Hanoi Street Circuit (Đường phố Hà Nội) is een stratencircuit in een buitenwijk van Hanoi, de hoofdstad van Vietnam. Een deel van het circuit bestaat uit de bestaande wegen, waaronder het anderhalve kilometer lange rechte stuk. Andere delen van het circuit, die zijn gebaseerd op delen van Suzuka, Monaco, Sepang en de Nürburgring moeten nog worden gerealiseerd. Na ingebruikname zijn ook deze nieuwe delen openbaar toegankelijk.
Het stratencircuit zou in 2020 voor het eerst gebruikt worden voor de Grand Prix van Vietnam, maar vanwege de coronapandemie werd deze afgelast. Ook in 2021 zal de wedstrijd niet op de kalender staan, omdat de hoofdverantwoordelijke voor de race is gearresteerd en veroordeeld voor een corruptieschandaal. Hoewel de Grand Prix van Vietnam geen onderdeel was van dit schandaal, is het hierdoor wel zeer onzeker geworden of de Grand Prix van Vietnam überhaupt ooit gehouden – en als gevolge daarvan – het circuit ook überhaupt in gebruik genomen zal worden.